# Linie 2 der Pariser Straßenbahn
| Karte |                      |                                  |                                  |
| Streckenlänge: | 17,9 km              |                                  |                                  |
| Spurweite: | 1435 mm (Normalspur) |                                  |                                  |
| |                      |                                  |                                  |
| Eröffnung: | 1997                 |                                  |                                  |
| Stationen: | 24                   |                                  |                                  |
| \| \| \| Pont de Bezons \| \| \| \| \| Seine \| \| \| \| \| Parc Pierre Lagravère \| \| \| \| \| Depot Marine \| \| \| \| \| Victor Basch \| \| \| \| \| Jacqueline Auriol \| \| \| \| \| Charlebourg \| \| \| \| \| Les Fauvelles \| \| \| \| \| Faubourg de l'Arche \| \| \| \| \| von Paris-Saint-Lazare \| \| \| \| \| La Défense \| \| \| \| \| \| \| \| \| \| Puteaux \| \| \| \| \| Belvédère \| \| \| \| \| nach Versailles-Rive-Droite \| \| \| \| \| Suresnes Longchamp \| \| \| \| \| Les Coteaux \| \| \| \| \| Les Milons \| \| \| \| \| Parc de Saint-Cloud \| \| \| \| \| \| \| \| \| \| Musée de Sèvres (Pont de Sèvres) \| \| \| \| \| Brimborion \| \| \| \| \| Meudon-sur-Seine \| \| \| \| \| Les Moulineaux \| \| \| \| \| Depot Issy-les-Moulineaux \| \| \| \| \| Jacques-Henri Lartigue \| \| \| \| \| Issy – Val de Seine \| \| \| \| \| Henri Farman \| \| \| \| \| Suzanne Lenglen \| \| \| \| \| Porte d'Issy \| \| \| \| \| Porte de Versailles \| \| |                      |                                  |                                  |
| U-Bahn-Kopfbahnhof Streckenanfang |                      | Pont de Bezons                   | Pont de Bezons                   |
| U-Bahn-Brücke über Wasserlauf |                      | Seine                            | Seine                            |
| U-Bahn-Haltepunkt / Haltestelle |                      | Parc Pierre Lagravère            | Parc Pierre Lagravère            |
| U-Bahn-Betriebs-/Güterbahnhof Streckenanfang und quer · U-Bahn-Abzweig geradeaus, nach rechts und von rechts |                      | Depot Marine                     | Depot Marine                     |
| U-Bahn-Haltepunkt / Haltestelle |                      | Victor Basch                     | Victor Basch                     |
| U-Bahn-Haltepunkt / Haltestelle |                      | Jacqueline Auriol                | Jacqueline Auriol                |
| U-Bahn-Bahnhof |                      | Charlebourg                      | Charlebourg                      |
| U-Bahn-Haltepunkt / Haltestelle |                      | Les Fauvelles                    | Les Fauvelles                    |
| U-Bahn-Haltepunkt / Haltestelle Tunnelanfang |                      | Faubourg de l'Arche              | Faubourg de l'Arche              |
| Strecke von links · U-Bahn-Kreuzung (im Tunnel) |                      | von Paris-Saint-Lazare           | von Paris-Saint-Lazare           |
| Bahnhof · U-Bahn-Bahnhof (im Tunnel) |                      | La Défense                       | La Défense                       |
| U-Bahn-Tunnelende |                      |                                  |                                  |
| Bahnhof · U-Bahn-Bahnhof |                      | Puteaux                          | Puteaux                          |
| Strecke · U-Bahn-Haltepunkt / Haltestelle |                      | Belvédère                        | Belvédère                        |
| Strecke nach rechts · U-Bahn-Tunnel |                      | nach Versailles-Rive-Droite      | nach Versailles-Rive-Droite      |
| U-Bahn-Haltepunkt / Haltestelle |                      | Suresnes Longchamp               | Suresnes Longchamp               |
| U-Bahn-Haltepunkt / Haltestelle |                      | Les Coteaux                      | Les Coteaux                      |
| U-Bahn-Haltepunkt / Haltestelle |                      | Les Milons                       | Les Milons                       |
| U-Bahn-Bahnhof Tunnelanfang |                      | Parc de Saint-Cloud              | Parc de Saint-Cloud              |
| U-Bahn-Tunnelende |                      |                                  |                                  |
| U-Bahn-Bahnhof |                      | Musée de Sèvres (Pont de Sèvres) | Musée de Sèvres (Pont de Sèvres) |
| U-Bahn-Haltepunkt / Haltestelle |                      | Brimborion                       | Brimborion                       |
| U-Bahn-Haltepunkt / Haltestelle |                      | Meudon-sur-Seine                 | Meudon-sur-Seine                 |
| U-Bahn-Haltepunkt / Haltestelle |                      | Les Moulineaux                   | Les Moulineaux                   |
| U-Bahn-Dienststation / Betriebs- oder Güterbahnhof |                      | Depot Issy-les-Moulineaux        | Depot Issy-les-Moulineaux        |
| U-Bahn-Haltepunkt / Haltestelle |                      | Jacques-Henri Lartigue           | Jacques-Henri Lartigue           |
| U-Bahn-Bahnhof |                      | Issy – Val de Seine              | Issy – Val de Seine              |
| U-Bahn-Haltepunkt / Haltestelle |                      | Henri Farman                     | Henri Farman                     |
| U-Bahn-Haltepunkt / Haltestelle |                      | Suzanne Lenglen                  | Suzanne Lenglen                  |
| U-Bahn-Haltepunkt / Haltestelle |                      | Porte d'Issy                     | Porte d'Issy                     |
| U-Bahn-Kopfbahnhof Streckenende |                      | Porte de Versailles              | Porte de Versailles              |

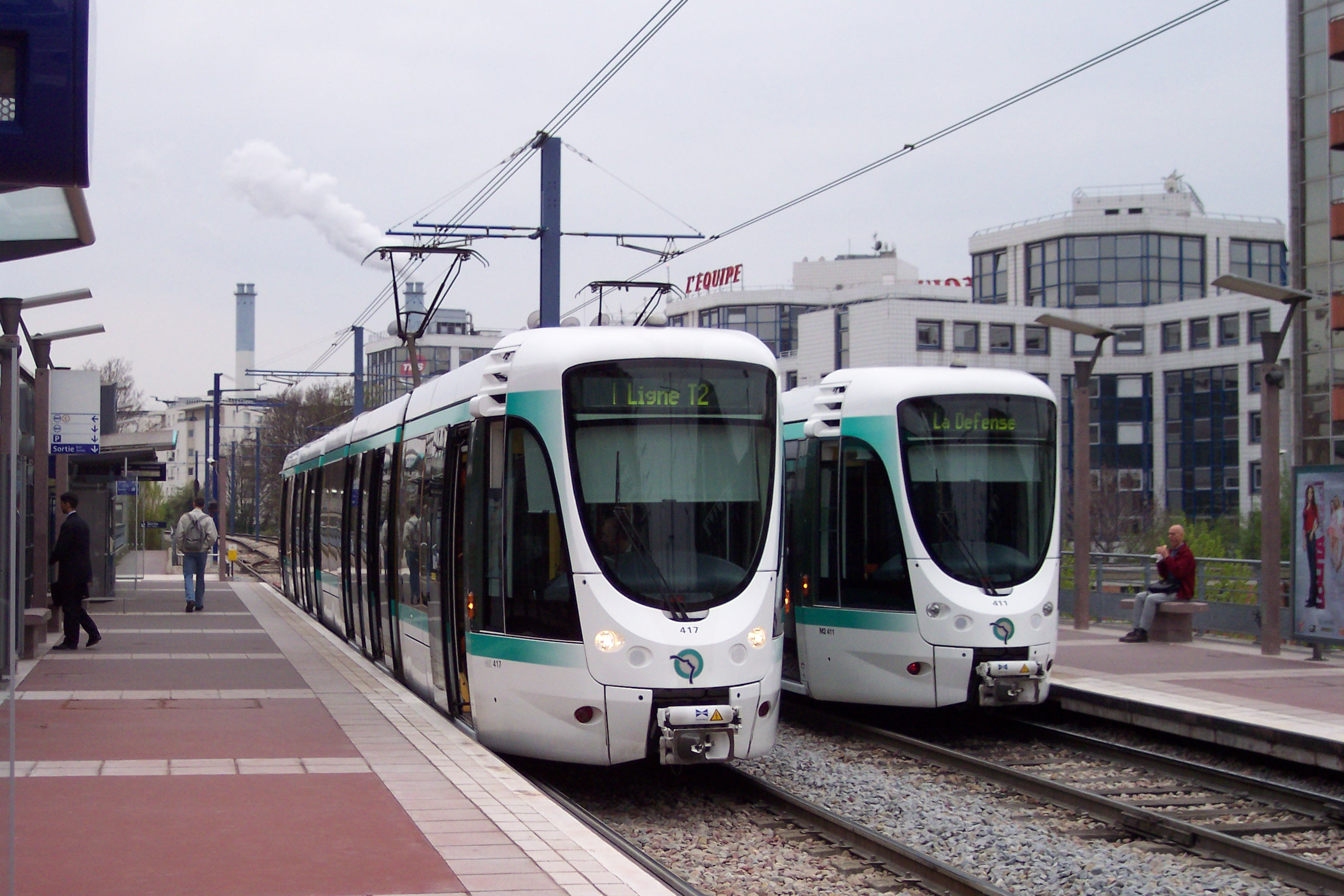
Citadis 302 mit ursprünglicher Front der Linie T2 in der Station Issy – Val de Seine

Die Linie T2 der Straßenbahn Île-de-France verläuft im Südwesten von Paris jenseits der Stadtgrenze überwiegend am linken Ufer der Seine und verbindet auf einer Länge von 17,9 Kilometern die Stadt Colombes mit der Bürostadt La Défense und der Métrostation Porte de Versailles im Süden von Paris. Sie verläuft großteils auf einer ehemaligen Eisenbahntrasse, der bis dahin letzten mit Stromschiene betriebenen Strecke der SNCF im Raum Paris.
Eröffnet wurde die Strecke nach einem grundlegenden Umbau am 2. Juli 1997 zum Weltjugendtag. Sie wird von den Pariser Verkehrsbetrieben RATP betrieben.

## Geschichte

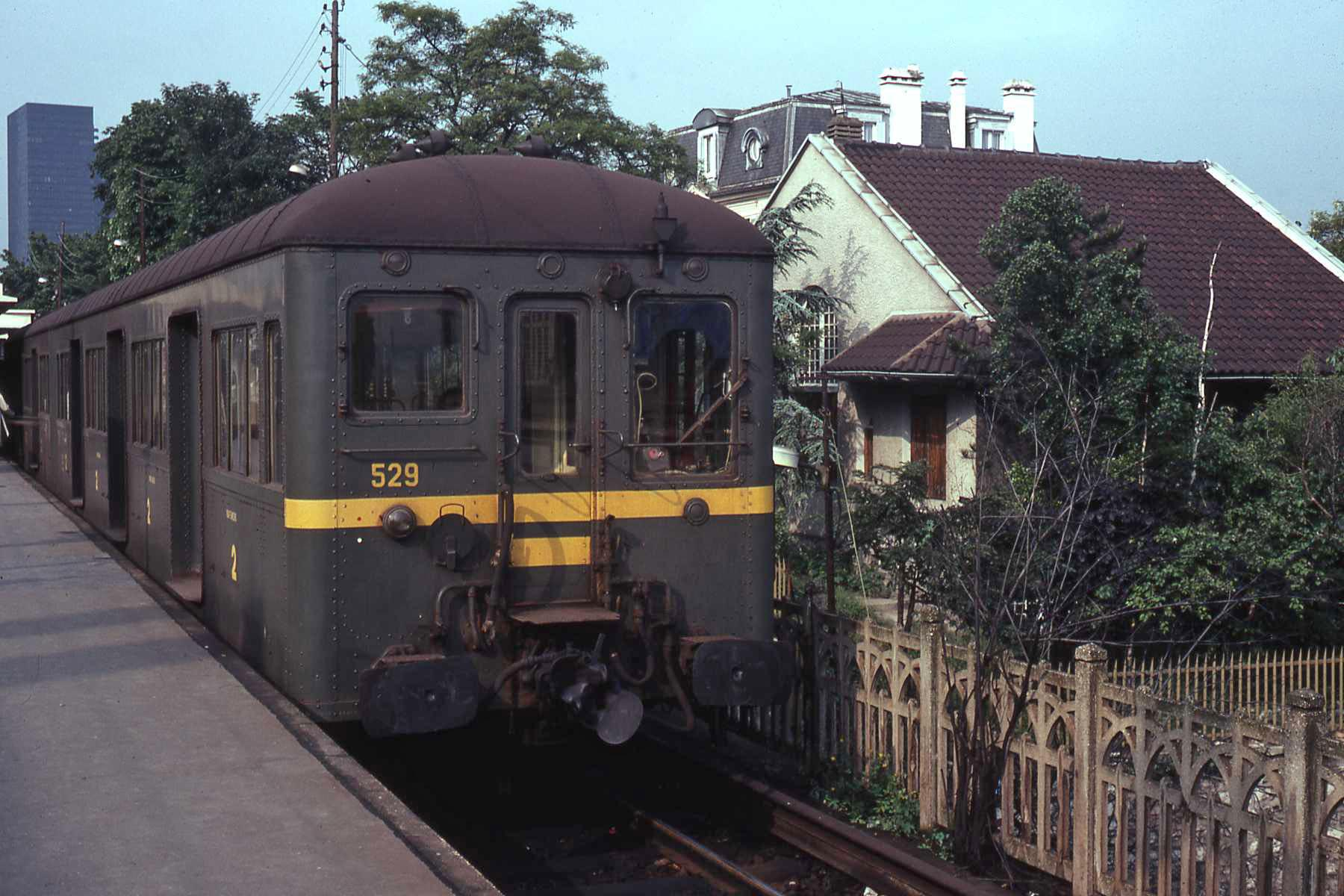
Elektrischer Triebwagen der SNCF (Baureihe Z 1500) im damaligen Endbahnhof Puteaux, 1980

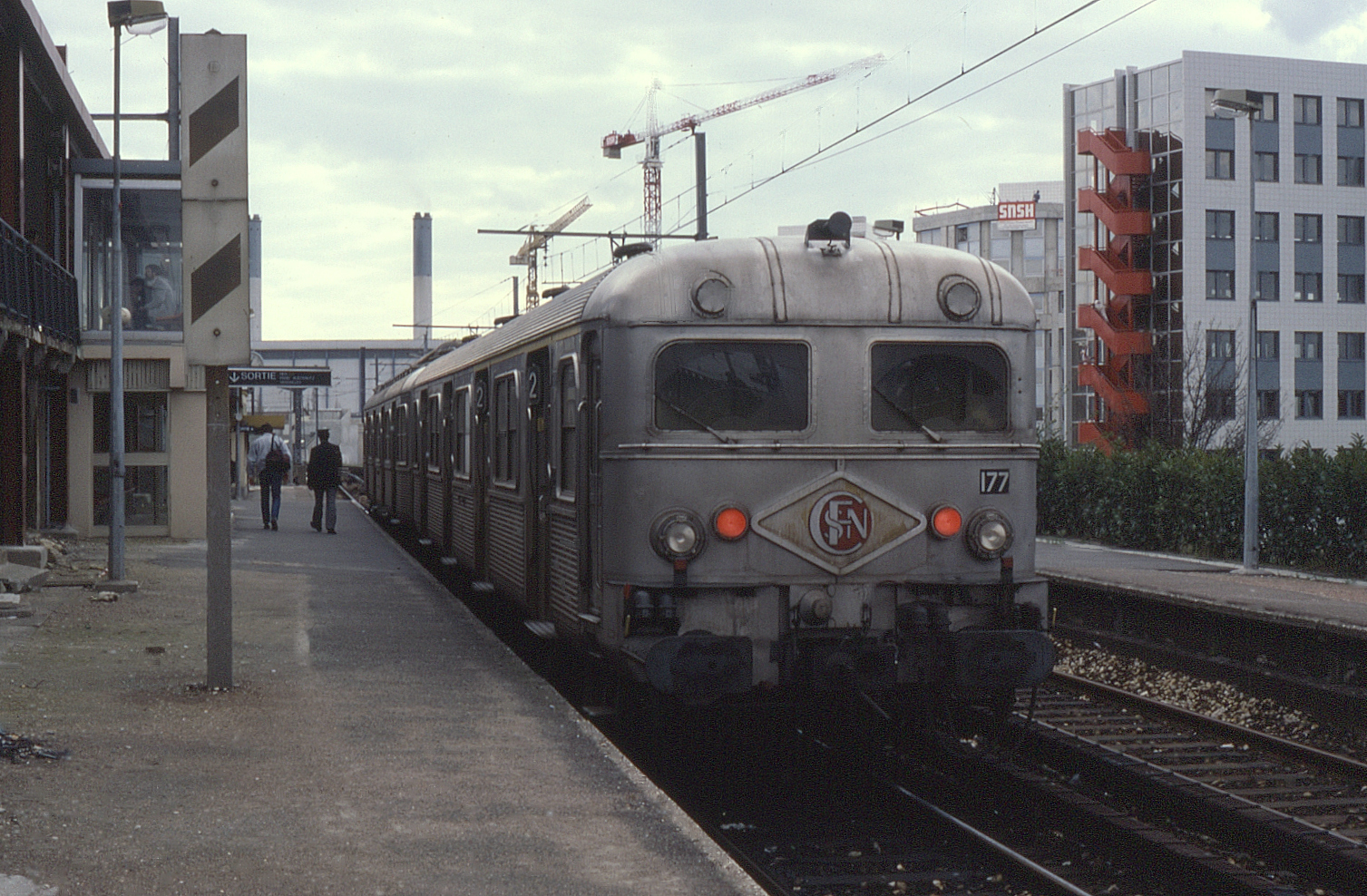
Für Stromschienenbetrieb umgebauter Gleichstromtriebwagen (Baureihe Z 5100) im Endbahnhof Issy-Plaine, 1987

Als Straßenbahn wurde die Strecke zwischen La Défense und Issy – Val de Seine am 2. Juli 1997 in Betrieb genommen. Ein Teil der Strecke, jener zwischen Puteaux und Issy-Val de Seine, ging großteils aus der 1889 eröffneten Bahnlinie „Ligne de Moulineaux“ von Issy-Plaine (seit 1997: Issy-Val de Seine) nach Puteaux hervor, auf der bis zum 21. Mai 1993 die SNCF einen elektrischen Vollbahnbetrieb (mit seitlicher Stromschiene) ausführte. Der Güterverkehr auf der Strecke war allerdings schon seit 1992 eingestellt, letzter bedienter Betrieb war das Renault-Werk auf der Île Seguin in Boulogne-Billancourt. Nach dem Umbau zur Tramway übergab die SNCF die Betriebsführung an die RATP, die Infrastruktur blieb allerdings in ihrem Eigentum. Mit der Bahnreform wanderte die Infrastruktur an die neugeschaffene RFF, welche auch noch heute Eigentümer der Strecke ist.
Am 21. November 2009 wurde die erste Streckenverlängerung eröffnet. Die Linie T2 wurde von ihrer damaligen Endstation Issy – Val de Seine Richtung Osten um 2,3 km mit vier neuen Haltestellen zur südlichen Stadtgrenze, der Porte de Versailles, verlängert, womit Anschluss zur  T3 und zur Métrolinie 12 geschaffen wurde. Im Gegensatz zum Rest der Strecke verkehrt die Straßenbahn hier auf der Straße, wenngleich auf eigenem, vom restlichen Verkehr abgetrennten, Gleiskörper.
2012 wurde die zweite Streckenverlängerung eröffnet. Die Linie T2 wurde von ihrer damaligen Endstation La Défense Richtung Norden um 4,2 km mit sieben neuen Haltestellen, darunter einer Umsteigemöglichkeit zur Bahn im Stadtgebiet von Colombes verlängert.  Nach der Überquerung der Seine auf dem Pont de Bezons endet die Linie kurz hinter der Brücke in Bezons.

## Streckenverlauf

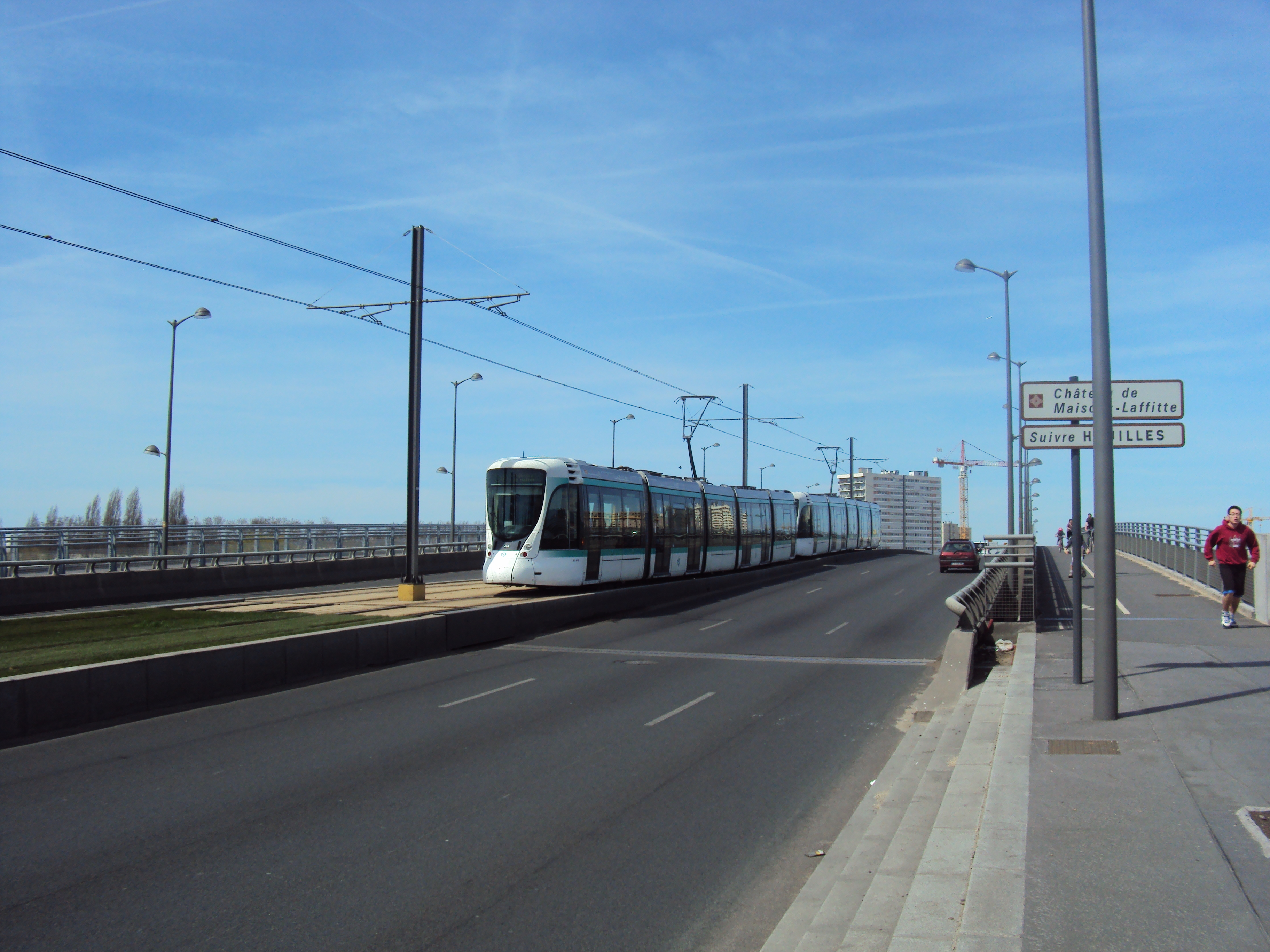
Straßenbahnen nach Bezons auf dem Pont de Bezons

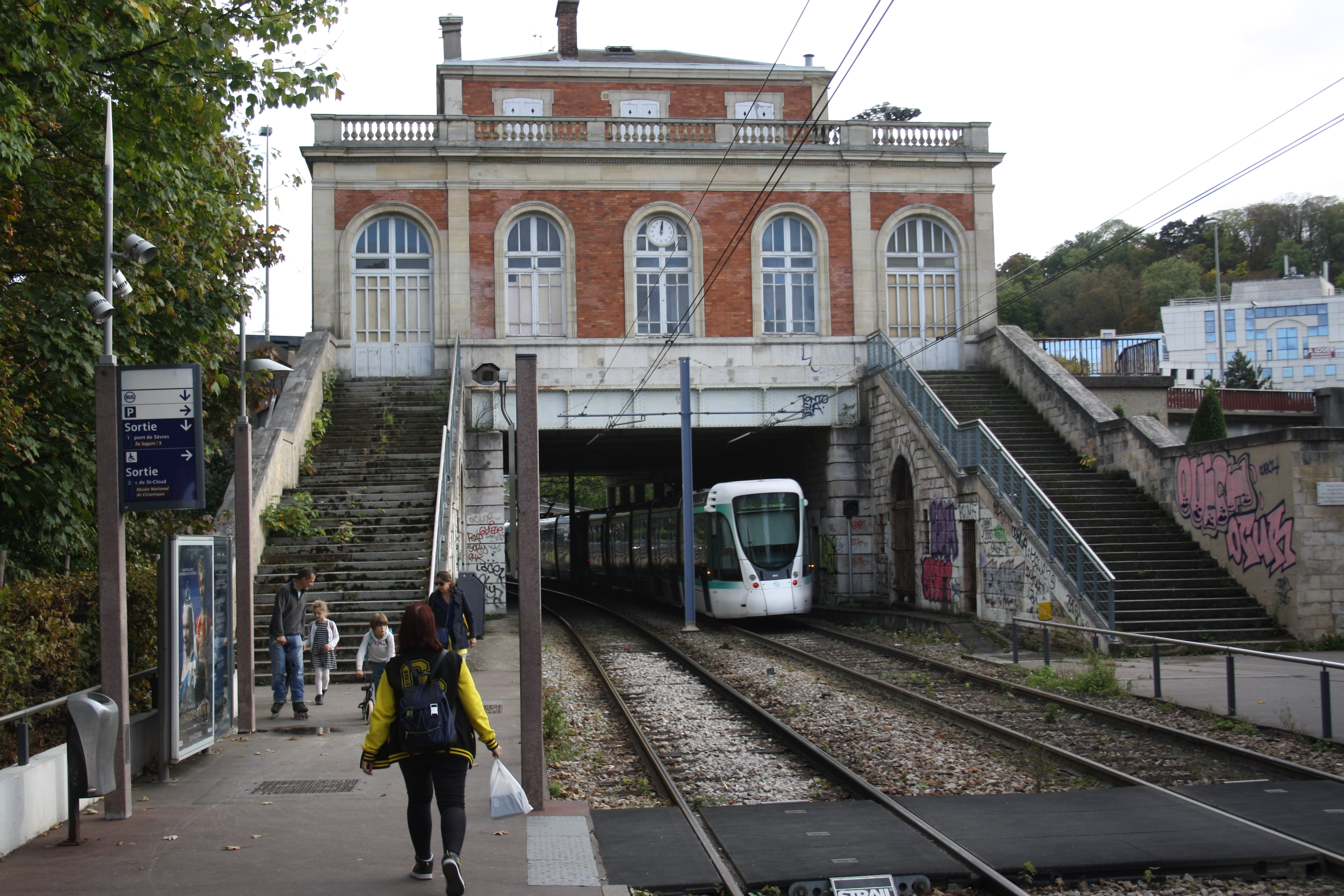
Station Musée de Sèvres an der Ligne de Moulineaux – das alte Stationsgebäude wird nicht mehr genutzt

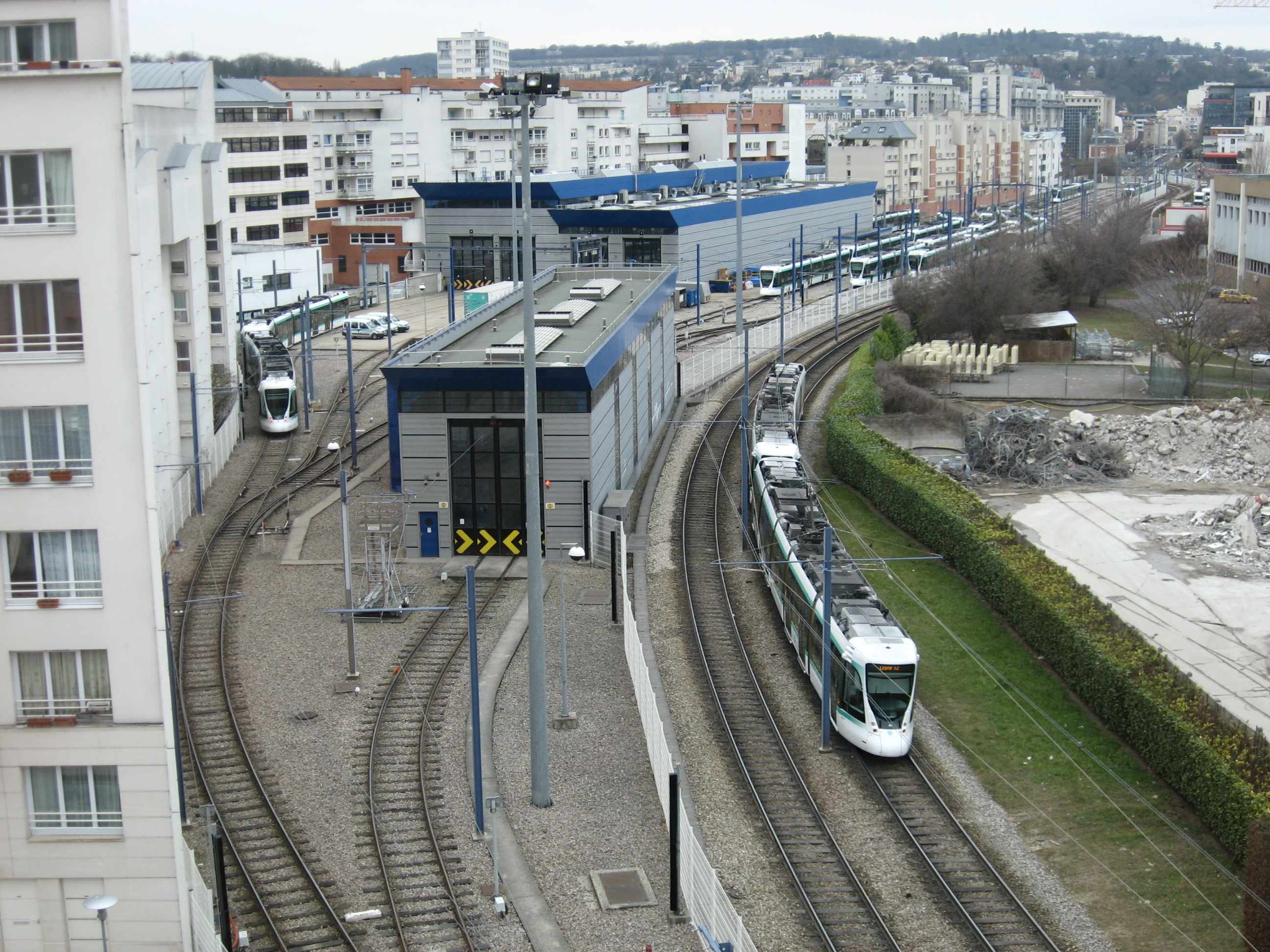
Betriebshof Issy-les-Moulineaux

Routenskizze der Linie T2

| \| Tramlinie T2 \| Tramlinie T2 \| Tramlinie T2 \| \| Station \| Gemeinde(n) \| Anschluss \| \| ---------------------- \| ------------------- \| -------------------------------- \| \| Pont de Bezons \| Bezons \| \| \| Parc Pierre Lagravère \| Colombes \| \| \| Victor Basch \| Colombes \| \| \| Jacqueline Auriol \| Colombes \| \| \| Charlebourg \| La Garenne-Colombes \| TRA L \| \| Les Fauvelles \| La Garenne-Colombes \| \| \| Faubourg de l'Arche \| Courbevoie \| \| \| La Défense \| Puteaux \| M 01 RER A TRA L U \| \| Puteaux \| Puteaux \| TRA L U \| \| Belvédère \| Suresnes \| \| \| Suresnes Longchamp \| Suresnes \| \| \| Les Coteaux \| Saint-Cloud \| \| \| Les Milons \| Saint-Cloud \| \| \| Parc de Saint-Cloud \| Saint-Cloud \| (Boulogne – Pont de Saint-Cloud) \| \| Musée de Sèvres \| Saint-Cloud, Sèvres \| (Pont de Sèvres) \| \| Brimborion \| Sèvres, Meudon \| \| \| Meudon-sur-Seine \| Meudon \| \| \| Les Moulineaux \| Issy-les-Moulineaux \| \| \| Jacques-Henri Lartigue \| Issy-les-Moulineaux \| \| \| Issy – Val de Seine \| Issy-les-Moulineaux \| RER C \| \| Henri Farman \| Paris \| \| \| Suzanne Lenglen \| Paris \| (Balard) \| \| Porte d'Issy \| Paris \| \| \| Porte de Versailles \| Paris \| M 12 T T3a \| |                     |                                  |
| Tramlinie T2 |                     |                                  |
| Station | Gemeinde(n)         | Anschluss                        |
| Pont de Bezons | Bezons              |                                  |
| Parc Pierre Lagravère | Colombes            |                                  |
| Victor Basch | Colombes            |                                  |
| Jacqueline Auriol | Colombes            |                                  |
| Charlebourg | La Garenne-Colombes | TRA L                            |
| Les Fauvelles | La Garenne-Colombes |                                  |
| Faubourg de l'Arche | Courbevoie          |                                  |
| La Défense | Puteaux             | M 01 RER A TRA L U               |
| Puteaux | Puteaux             | TRA L U                          |
| Belvédère | Suresnes            |                                  |
| Suresnes Longchamp | Suresnes            |                                  |
| Les Coteaux | Saint-Cloud         |                                  |
| Les Milons | Saint-Cloud         |                                  |
| Parc de Saint-Cloud | Saint-Cloud         | (Boulogne – Pont de Saint-Cloud) |
| Musée de Sèvres | Saint-Cloud, Sèvres | (Pont de Sèvres)                 |
| Brimborion | Sèvres, Meudon      |                                  |
| Meudon-sur-Seine | Meudon              |                                  |
| Les Moulineaux | Issy-les-Moulineaux |                                  |
| Jacques-Henri Lartigue | Issy-les-Moulineaux |                                  |
| Issy – Val de Seine | Issy-les-Moulineaux | RER C                            |
| Henri Farman | Paris               |                                  |
| Suzanne Lenglen | Paris               | (Balard)                         |
| Porte d'Issy | Paris               |                                  |
| Porte de Versailles | Paris               | M 12 T T3a                       |

## Fuhrpark

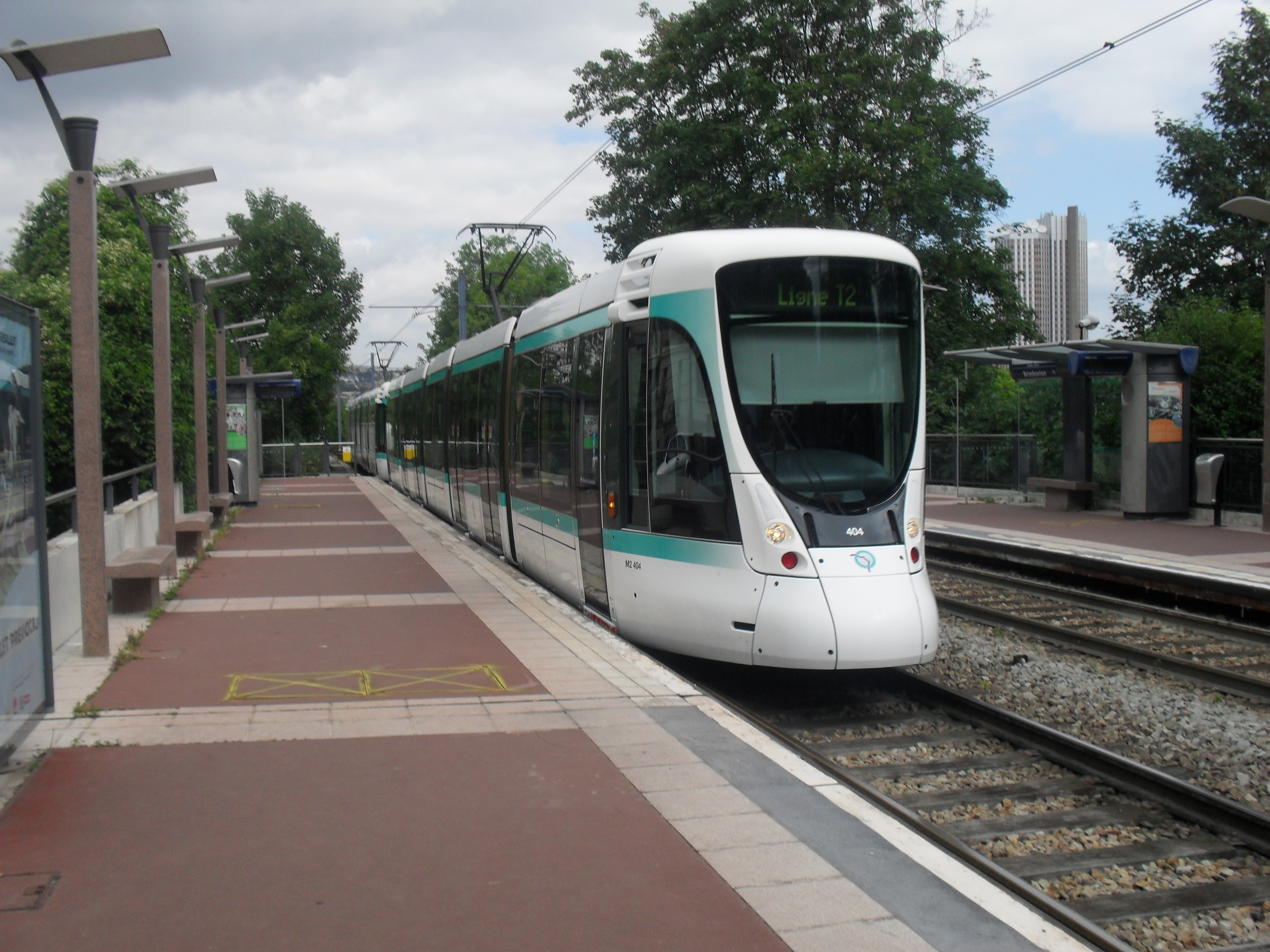
Citadis 302 mit neuer Front als Doppeltraktion

Mit der Inbetriebnahme der Strecke wurden zunächst Gelenktriebwagen vom Typ TFS des Herstellers Alstom eingesetzt. Bald zeigte sich aber, dass ihre Kapazität nicht ausreichte. Sie wurden deswegen an die Straßenbahnlinie T1 abgegeben und durch Citadis-302-Garnituren des gleichen Herstellers ersetzt. Diese Fahrzeuge sind 32,2 m lang, 2,4 m breit und fassen 213 Personen. 
Aufgrund des hohen Fahrgastaufkommens verkehren diese seit 2005 als Doppeltraktionen, womit die Kapazität verdoppelt werden konnte. Dazu wurden weitere Fahrzeuge bestellt, bei welchen die Scharfenbergkupplung an der Front verkleidet ist und daher eine leichte Änderung im Frontdesign notwendig war. In weiterer Folge wurden die älteren Wagen nach und nach dem Aussehen der neuen angepasst.
Im Jahr 2013 stieß die Linie T2 wiederum an die Grenzen ihrer Kapazität: Die Linie wurde täglich von bis zu 130.000 Personen benützt. Weitere sechs Garnituren wurden daher beschafft, womit seit 2015 insgesamt 66 Fahrzeuge des Typs Citadis 302 im Einsatz sind.
2024 wurde kommuniziert, dass weitere sieben Citadis 302 auf die Linie T2 kommen sollen. Dabei handelt es sich um Züge, welche zurzeit auf den Linien T7 und T8 verkehren (Citadis 302, Serie TW10). Diese sind neuer und verfügen auch über ein anderes Design. Nach technischen Anpassungen sollen diese zur T2 überstellt werden. Insgesamt wird von Kosten über 11,5 Millionen Euro für diesen Transfer ausgegangen.